# Waldron (Kansas)
Pour les articles homonymes, voir Waldron.
Waldron est une ville américaine située dans le comté de Harper, au Kansas. Selon le recensement de 2020, sa population est de 9 habitants.